# Max Morton
Max Morton (Liverpool, Regne Unit, 3 de gener de 1943 - Schaerbeek, Bèlgica, 1 de març de 2021) va ser un pintor britànic.

## Biografia
Abandonant el Regne Unit als dos anys, Max Morton va acompanyar els seus pares a Llatinoamèrica per establir-se successivament a Xile, Perú i Argentina, on va viure la seva infantesa i adolescència. Molt jove, li interessava la pintura. Aprèn tècniques tradicionals, incloses les de l’art precolombí. Crea colors molt personals mitjançant pigments naturals o colors antics. Poeta i filòsof en el seu temps lliure, el pintor domina perfectament l’art de barrejar aquests pigments per obtenir la particular lluminositat de les seves pintures oníriques. Artista intransigent, filantrop, intel·lectual, somiador, sempre a la recerca d’una expressió pura i d’una emoció senzilla, el seu estil inimitable i molt personal navega entre les cultures antigues americanes l’art abstracte, l'impressionisme, l'expressionisme i el fauvisme, sense buscar una etiqueta precisa.
Lluny dels puristes, lliure de límits en la concepció artística, expressa els sentiments més profunds i indicibles, sempre al servei de la Bellesa. Els esdeveniments del Maig francès a París van ser la font d’inspiració de la seva primera exposició parisenca el 1973. Van seguir moltes exposicions a França, el Marroc, Espanya, Austràlia i Bèlgica. Si els seus velers, els seus temes preferits, irradien força i llum, totes les seves pintures reflecteixen l’univers dels seus somnis i el seu desig d’escapar. Viu més de trenta anys al municipi de Schaerbeek, Brussel·les, conegut per haver acollit molts artistes.

## Exposicions 1973-2015
- Galeria Raymond Duncan, París, 1973
- Galeria d'Art Tur-Social, Alacant, 1974
- Fira Cultural Exposició Col. Maristas, Espanya, 1974
- Galeria Melià, Alacant, 1975
- Hotel Galeria d'Art de Casablanca, Marroc, 1975
- Galerie la Chablière, Brussel·les, 1976
- Hendels Diamanten Bank Kunst Galerij, Anvers, 1977
- Museu Horta, Brussel·les, 1978
- Centre Cultural Boendael, Brussel·les, 1979
- Pel·lícula publicitària, Brussel·les, 1980
- Exposició Melbourne Austràlia, 1982
- Pel·lícula "Per què no", Les Grandes Productions, Brussel·les, 1984
- Ferrera Art Deco Gallery, Brussel·les, 1986
- Saló d'artistes independents, París, 1987
- Sablon (Brussel·les), 1988
- Trobada nàutica de Vilvoorde, 1989
- Atelier Max Morton, Brussel·les, 1992
- Composicions literàries, Brussel·les, 2000
- Viatge d'artistes, Schaerbeek, 2002
- Schaerbeek ma découverte, a l'espai cultural i teatral Scarabaeus, Schaerbeek, 2003
- Art on Cows, una vaca decorada per a De Ultieme Hallucinatie, Brussel·les, 2003
- Cobalt International Gallery, Brussel·les, 2004
- Atelier Camino, Brussel·les, 2005
- Exposició "It's Raining Sunshine", Square Riga, Brussel·les, 2006
- Kunst Gallerij De Lijn, Malines, 2006
- Arka Galerie, Brussel·les, 2007
- Le 250, associació cultural, Woluwé-St-Pierre, 2008
- Galeria Love2Arts, Anvers, 2008
- Tours et Taxi, Brussel·les, 2009
- Viatge d'artistes i presentació del llibre "Confidences d'un petit violoncelle", Brussel·les 2010
- Exposició d'Art Contemporani, Brussel·les, de 10 al 22 de juny de 2010
- Exposició i participació en obres benèfiques, Brussel·les, 2012
- Viatge d'artistes, Schaerbeek, 2012
- Tours et taxis, Brussel·les, 2013
- Exposició d’Art Contemporani, Miss & Mister Art, Centre Monnaie, Brussel·les, del 26/12/2014 al 25/01/2015

## Obres
- Un llibre publicat el 2005 inclou tots els seus poemes i quadres del 1986 al 2005,ISBN 9-08103-641-6
- "Confidences d'un petit violoncelle", fulletó publicat en nom de l'autor el setembre de 2010 a Brussel·les